# SINPFEMO
A SINPFEMO egy rádiós összeköttetés, műsorszóró rádióállomás, vagy egyéb rádiós forgalom minőségének számszerű leírására, jellemzésére szolgáló kód. A SINPO kibővített változata, itt értékelésre kerül a fading (F) és a moduláció (E, M) is.

## A SINPFEMO kód felépítése
A vételi értékelés SINPFEMO kód alkalmazása esetén a SINPFEMO kódszóból és az azt követő nyolc számjegyből áll. Az adás minőségi jellemzőit egyestől ötösig (1=legrosszabb 5=legjobb) lehet értékelni.
Az X betűt kell használni számjegy helyett, ha a jellemző nem kerül értékelésre vagy nem értékelhető.
|           | S              | I             | N             | P                 | F                  | E             | M                 | O                  |
| fokozatok | a jel erőssége | káros hatások | káros hatások | káros hatások     | fading gyakorisága | moduláció     | moduláció         | együttes értékelés |
| fokozatok | a jel erőssége | zavarás       | zaj           | terjedési zavarok | fading gyakorisága | minősége      | mélysége          | együttes értékelés |
| --------- | -------------- | ------------- | ------------- | ----------------- | ------------------ | ------------- | ----------------- | ------------------ |
| 5         | kitűnő         | nincs         | nincs         | nincs             | nincs              | kitűnő        | maximális         | kitűnő             |
| 4         | jó             | gyenge        | gyenge        | gyenge            | lassú              | jó            | jó                | jó                 |
| 3         | megfelelő      | mérsékelt     | mérsékelt     | mérsékelt         | mérsékelt          | megfelelő     | mérsékelt         | megfelelő          |
| 2         | közepes        | erős          | erős          | erős              | gyors              | gyenge        | gyenge vagy nincs | gyenge             |
| 1         | alig hallható  | igen erős     | igen erős     | igen erős         | igen gyors         | nagyon gyenge | túlmodulált       | használhatatlan    |

## Példák
Egy URH műsorszóró állomás adása, vételi körzeten belul:
SINPFEMO 55555555
Egy URH műsorszóró állomás adása, a vételkörzet határán, mozgó járműből hallgatva:
SINPFEMO 45552553
Egy középhullámú műsorszóró rádióállomás adása zajos környezetben, pl. egy erősáramú ipari létesítmény közelében:
SINPFEMO 55155552 //hiába jó minden, egy erős zaj nagyon el tudja rontani a minőséget
Egy vételkörzeten kívüli középhullámú műsorszóró állomás, éjszaka:
SINPFEMO 43523553
Egy távoli, szomszédcsatornák által zavart rövidhullámú műsorszóró állomás adása:
SINPFEMO 42522352
Jó minőségű távíró adás:
SINPFEMO 55555XX5